# Favites abdita
Favites abdita är en korallart som först beskrevs av Ellis och Daniel Solander 1786.  Favites abdita ingår i släktet Favites och familjen Faviidae. IUCN kategoriserar arten globalt som nära hotad. Inga underarter finns listade i Catalogue of Life.